# Izu (Shizuoka)
Izu (jap. 伊豆市 Izu-shi) ist eine Stadt in der Präfektur Shizuoka in Japan. Sie liegt auf der Izu-Halbinsel am Oberlauf des Flusses Kano in der Nähe des Vulkans Amagi, einem beliebten Tourismusgebiet.

## Geschichte
Die Stadt Izu wurde am 1. April 2004 als Zusammenschluss der Gemeinden Shuzenji (Stadt seit 1924), Toi (Stadt seit 1924), Nakaizu (Stadt seit 1958) und Amagiyugashima (Stadt seit 1960) gegründet.

## Verkehr
Izu ist über die Izu-Jūkan-Autobahn sowie über die Nationalstraßen 136 und 414 erreichbar. Der Bahnhof Shuzenji im Stadtteil Kashiwakubo ist die Endstation der Sunzu-Linie der Bahngesellschaft Izuhakone Tetsudō.

## Sehenswürdigkeiten
- Shuzenji-Onsen (Heiße Quelle)

## Persönlichkeiten
- Mokutarō Kinoshita (1885–1945), Lepraforscher und Autor
- Seiichi Furuya (* 1950), Fotograf

## Weblinks

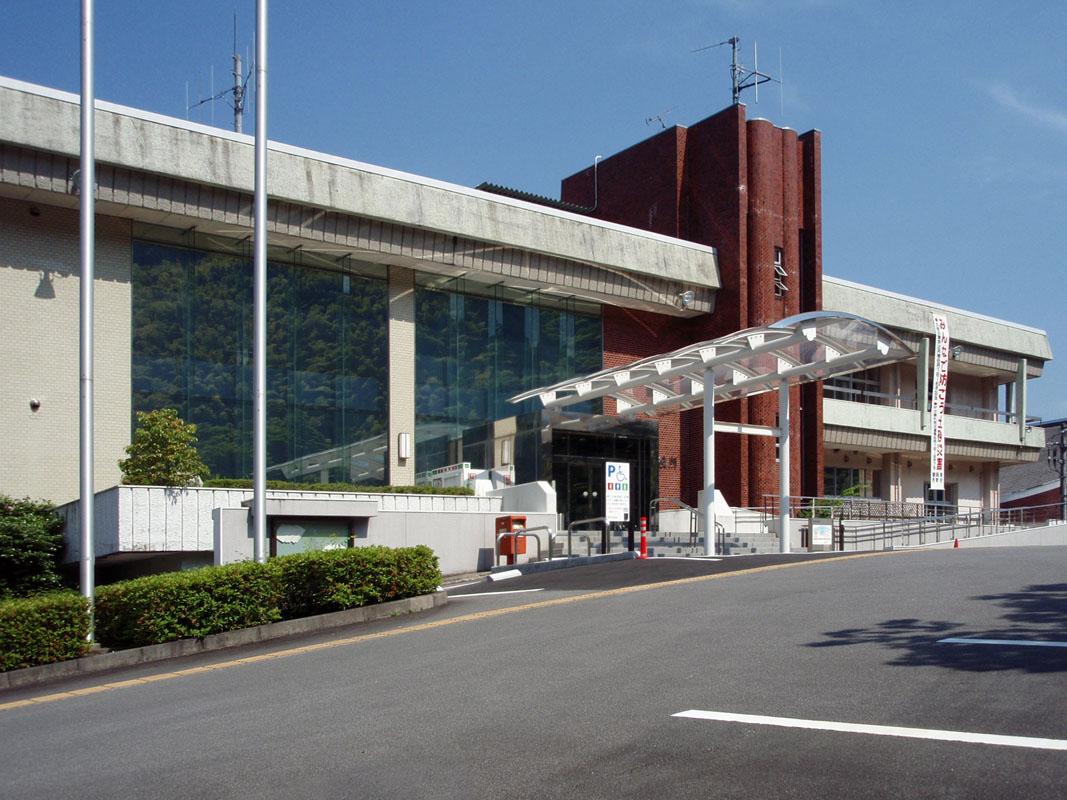
Rathaus

## Angrenzende Städte und Gemeinden
- Numazu
- Izunokuni
- Itō
- Higashiizu
- Nishiizu
- Kawazu